# Proserpinus proserpina
La esfinge proserpina (Proserpinus proserpina) es una especie de lepidóptero ditrisio de la familia Sphingidae.  Vive en el sur de Europa, hasta Europa central, incluyendo la península ibérica. Hasta los 1500 m s. n. m. en los Alpes, 2000 en la Península.

## Características
Especie de esfíngido parecida a la esfinge colibrí, con alas anteriores de 18 a 21 mm de longitud, el dibujo de la parte superior de las alas es más contrastado, con una banda oscura central, bordeada de una tonalidad clara a ambos lados. Las alas posteriores son de color amarillo con una franja negra en el extremo. Sin embargo el rasgo más distintivo es el margen de las alas: este es ondulado, muy específico de esta especie, tanto en las alas anteriores como posteriores; el abdomen es de color oscuro y carece de la cola característica de la e. colibrí.
Es una buena voladora; su movimiento recuerda al de un helicóptero: puede volar verticalmente, hacia arriba o hacia abajo, tanto como hacia atrás o adelante y permanecer estática sobre la flor.

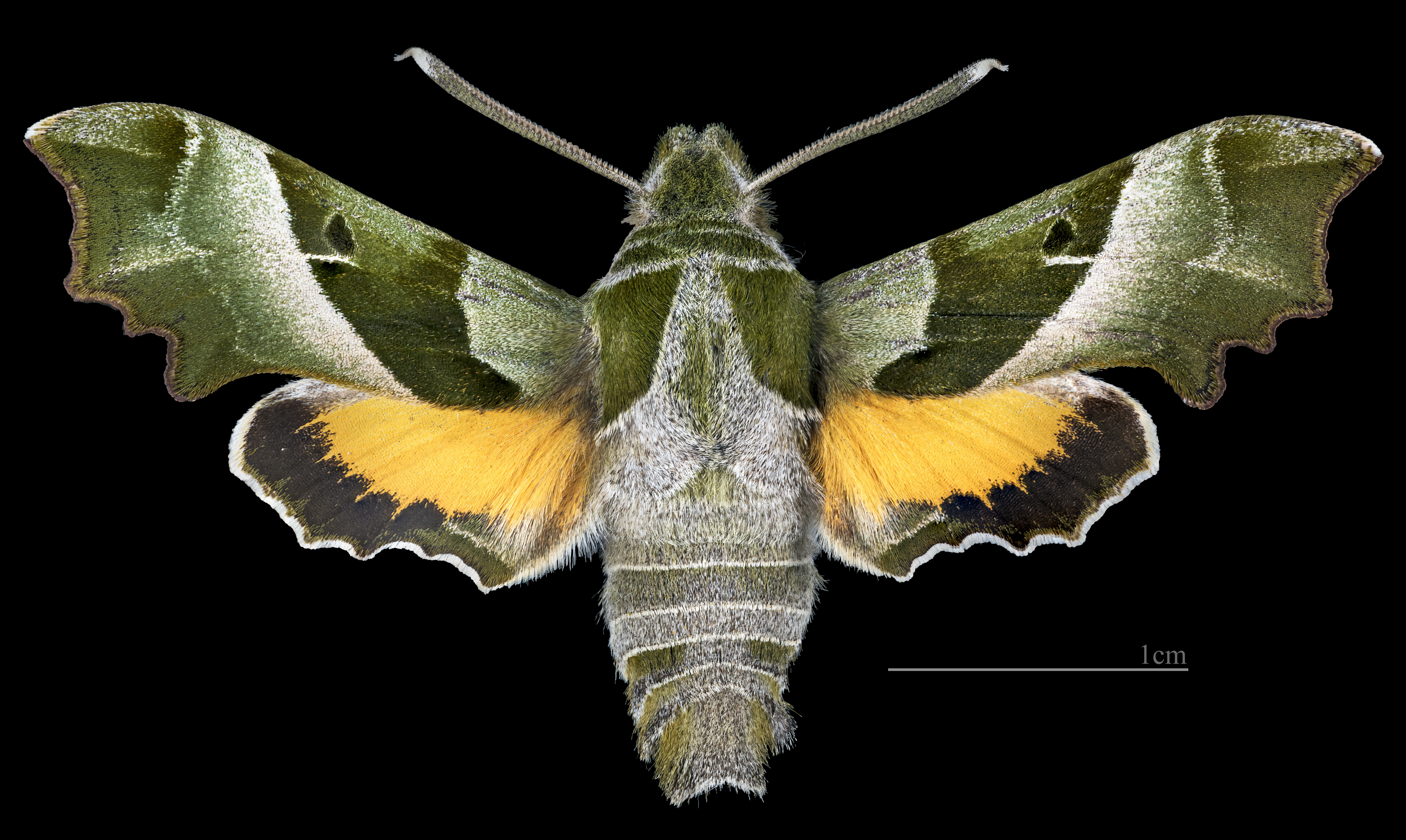
Proserpinus proserpina ♂
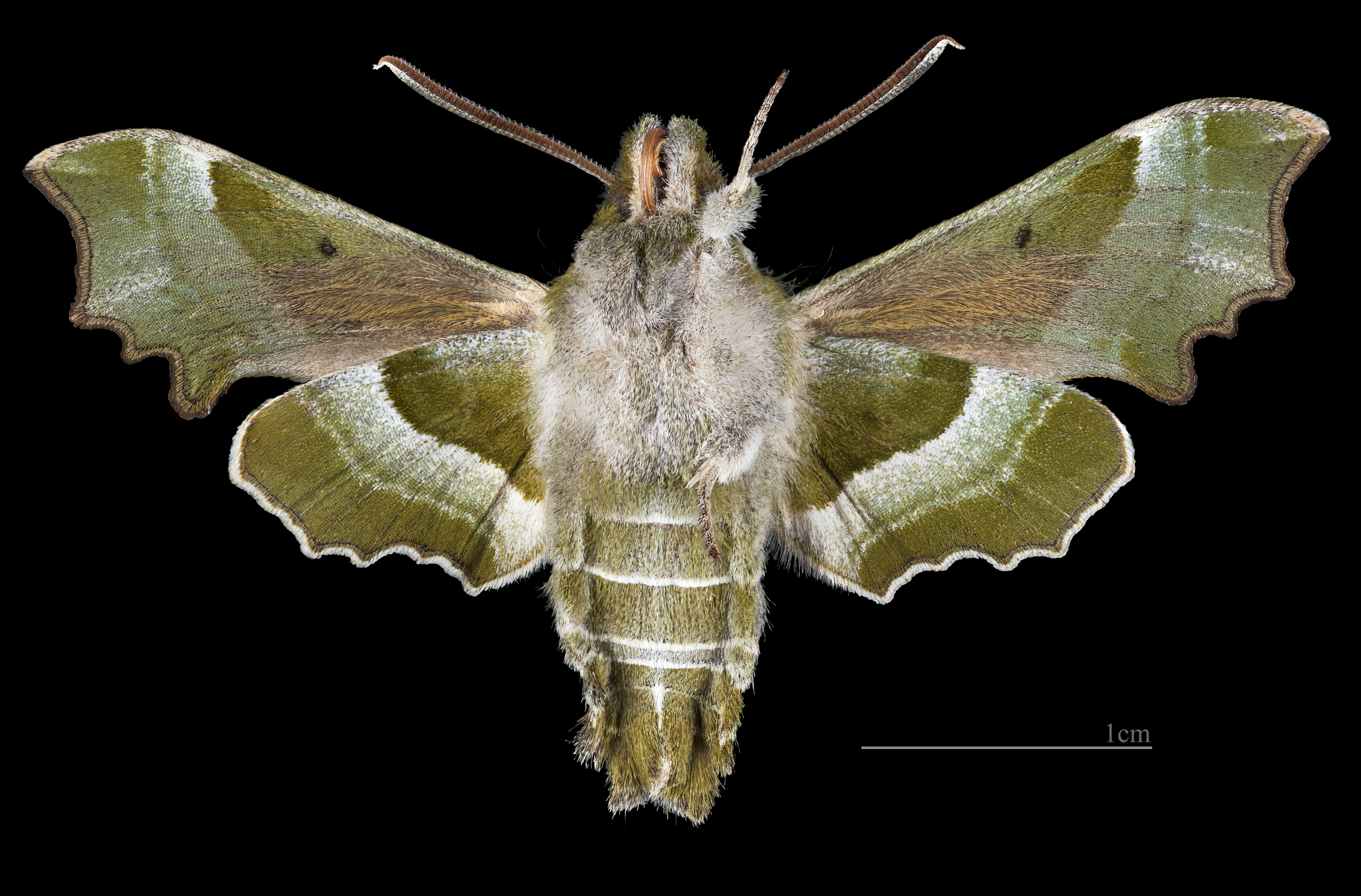
Proserpinus proserpina ♂  △
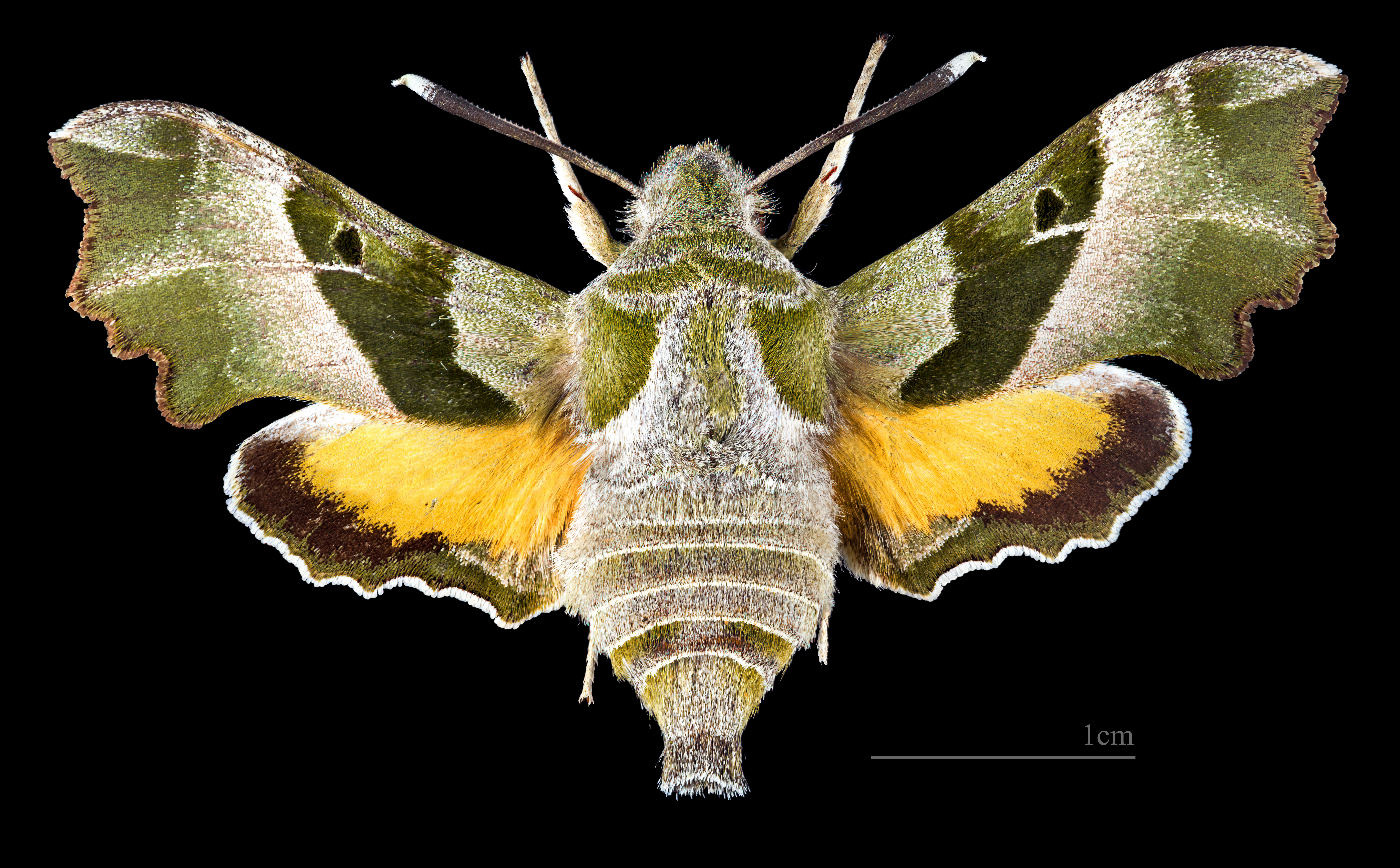
Proserpinus proserpina ♀
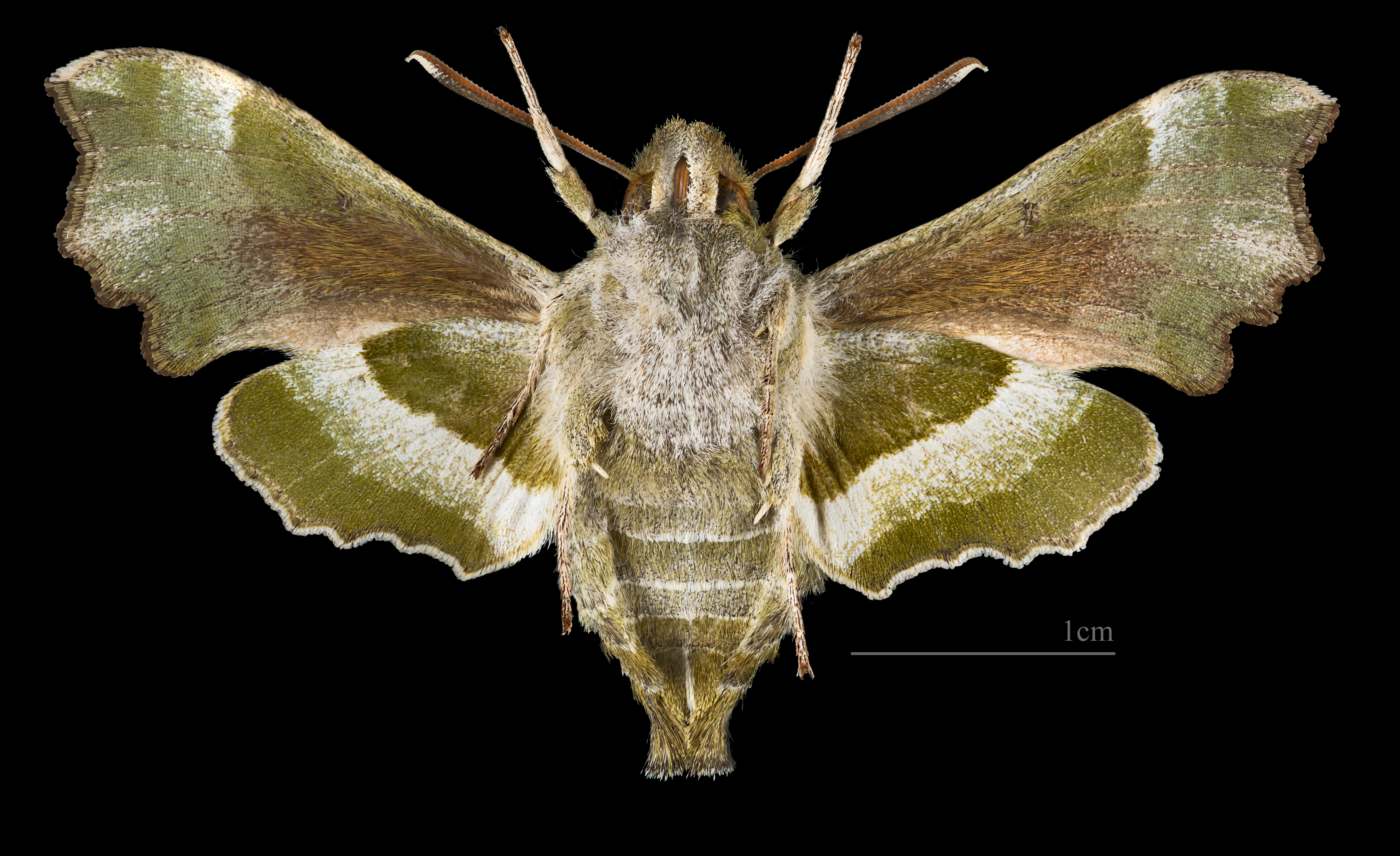
Proserpinus proserpina  ♀ △

## Hábitat
En pendientes soleadas, repoblaciones forestales, bosquecillos arbustivos y a veces en parques, en el sur y hasta Europa central. En la península ibérica en pequeñas colonias aisladas hasta los 2.000 m s. n. m. En los Alpes hasta los 1500.

## Fase larvaria
En pleno verano, la oruga no tiene una coloración tan espléndida como la mayoría de los esfíngidos, es de un tono verde sucio, interrumpido en la región dorsal por una franja de puntos negros, el cuerno de la región posterior está reducido a un pequeño apéndice. Para crisalidar, busca una cavidad en el suelo donde inverna.